# Marcin Grynkiewicz
Marcin Grynkiewicz (ur. 29 marca 1990) – polski lekkoatleta, sprinter.

## Osiągnięcia
| Rok  | Impreza                        | Miejsce  | Konkurencja        | Lokata     | Wynik         |
| ---- | ------------------------------ | -------- | ------------------ | ---------- | ------------- |
| 2009 | Mistrzostwa Europy juniorów    | Nowy Sad | bieg na 400 m      | 7. miejsce | 47,67         |
| 2009 | Mistrzostwa Europy juniorów    | Nowy Sad | sztafeta 4 x 400 m | –          | DQ            |
| 2011 | Młodzieżowe mistrzostwa Europy | Ostrawa  | sztafeta 4 x 400 m | 2. miejsce | 3:05,96 (el.) |

Brązowy medalista halowych mistrzostw Polski seniorów w biegu na 400 metrów (2013). Zdobywał złote medale mistrzostw Polski juniorów i młodzieżowców.
Nieoficjalny rekord Polski juniorów należał do Marcina Grynkiewicza w biegu na 600 m 1:19.14.

## Rekordy życiowe
- 100 m 10,83
- 200 m 21,21
- 300 m 33,53
- 400 m 46,94

### Hala
- 200 m 21,43
- 300 m 33,98
- 400 m 47,62